# Aplec del Puig
Des dels anys seixanta, el darrer diumenge d'octubre, l'Aplec del Puig reuneix els nacionalistes valencians d'arreu per celebrar una jornada festiva en un dels llocs amb més simbolisme i història del País Valencià, el municipi del Puig, a l'Horta Nord. Els actes s'inicien amb una marxa cívica que ix des de les torres dels Serrans de la ciutat de València i acaba a la població del Puig de Santa Maria, monestir des del qual Jaume I va conquerir el 1238 la capital per crear el nou regne. Des del matí i fins a la vesprada se succeïxen actes, parlaments i concerts.
Tot i que hi va haver un primer aplec precursor dels actuals el 20 de juny del 1915 i una trobada regular a l'octubre (una processó civicocultural) convocada per l'associació Lo Rat Penat, és des dels anys 60 que se celebra, amb certa regularitat, amb un sentit de reivindicació política i no sols cultural.
Actualment hi ha dos actes polítics convocats de manera anual: el primer a l'esplanada del monestir de Santa Maria, on el Bloc Nacionalista Valencià, i ara també la coalició Compromís, s'hi troben i el segon al cim de la muntanyeta de la Patà organitzat per Esquerra Republicana del País Valencià i que havia estat organitzat tradicionalment pel PSAN. Des de l'any 2006 s'ha recuperat la dimensió religiosa de l'aplec mitjançant la celebració de la "missa per la pàtria, la pau i la justícia" en l'església del monestir, convocada pel Centre Pare Tosca.
A més dels parlaments polítics i de l'acte religiós, durant tot el dia hi ha activitats lúdiques i culturals, tallers per a la xicalla, actuacions de dolçainers i tabalers, i un àpat popular amb paella.
L'any 2017, el partit ultradretà España 2000 fon autoritzat a concentrar-se a dos kilòmetres de l'acte del Bloc però a només set-cents del d'ERPV, encara que el president dels ultres, José Luis Roberto, avançà que no es concentrarien en el lloc assignat «perquè és un dret constitucional de qualsevol ciutadà escollir-ne el lloc»; finalment, l'Aplec se celebrà sense cap incidència. El polític bearnés David Grosclaude participà, com a membre de l'Aliança Lliure Europea, amb un discurs en occità en l'acte de l'esplanada.